# Rovašenje
Rovašenje (prema madž. rovaš: komad drveta na kojem se zarezima bilježi račun) je urezivanje geometrijskih ukrasa (ornamenata) čvrstim predmetom u drvo, keramiku i kovinu. Primjenjuje se od prapovijesnih vremena (keramika, kovina) do danas (u narodnoj umjetnosti pri ukrašavanju drvenih predmeta).

## Rovašenje metala
Rovašenje je postupak hladnog oblikovanja deformacijom najčešće rotacionih obradaka, kojim se utiskuje gravura u površinu obratka. Na primjer kod obradaka kao što su ručni alati, rovašena površina služi za nemogućnost klizanja prstiju po metalnoj površini ili zbog estetskih zahtjeva. Alat može biti s jednim kotačićem ili s dva. Vrsta gravure je jednosmjerna ravna (kosa) ili križna za primjenu na metalnim predmetima kojima se ručno rukuje. Osim upotrebe rovašenja protiv klizanja metala u ruci, kanali koji se dobiju graviranjem koriste se i kod vijaka za drvo ili za mekane materijale, kako ne bi mogli proklizavati. Utori i izbočine se utisnu u obradak i time sprječavaju rotaciju vijaka postavljenih na nepristupačnim mjestima. Rovašenje može imati i dekorativnu svrhu, te se kod toga koriste specijalni alati (specijalne gravure na alatu).

## Vanjske poveznice
|  | Zajednički poslužitelj ima još gradiva o temi Rovašenje |